# 詩歌劇
詩歌劇，是日本純種競賽馬匹。生涯活躍於中長距離賽事，並曾獲得三項二級賽的冠軍。

## 出賽前
1989年出生於北海道平取町稻葉牧場，並被馬主細川益男購入。
其後交由栗東訓練中心練馬師伊藤雄二訓練。

## 競賽生涯

### 3歲（現2歲）
1991年9月15日出戰中京競馬場的3歲新馬戰，以1分43.1秒的破紀錄時間獲得第一。
其後出戰銀杏錦標，獲得第四。
11月17日出戰公開賽府中三歲錦標，於最終爆發加速力，再次奪得第一。
藉着出賽三場就得兩勝的氣勢，陣營安排其出戰一級賽朝日盃三歲錦標。比賽開始後，其一直處於幾乎最後的位置等待時機，並於最後直路加速衝刺，可惜未能追上前方的美浦波旁、Yamanin Miracle及A.P.Jet，僅獲第四。

### 4歲（現3歲）
進入1992年的4歲生涯後，其出戰年度首戰共同通訊盃，獲得第四。
及後於春季錦標獲得第五，陣營決定繼續安排其出戰經典三冠賽事
4月19日出戰皋月賞，僅獲第七人氣。比賽開始後，美浦波旁便於前方領放，詩歌劇則於中團靠後推進。雖然其於比賽途中不斷嘗試爬升，但於最終直路依然未能跑出亮眼的表現，最終以第七完賽。
其後出戰二級賽NKH盃。比賽開始後，其一改以往居中的跑法，選擇直接於先頭位置追趕領放馬，並和Narita Taisei一同以第二的位置通過最後彎道。進入最後直路後，領放的Tsurumaru Taka O失速，局面變成了於處詩歌劇及Narita Taisei的單打獨鬥。直路中段位置，詩歌劇明顯處於下風，以後上馬Sakura Sekai O亦以凌厲的速度逐漸迫近。最終，詩歌劇以1 1/4馬位落敗於Narita Taisei，但成功以頭位壓過Sakura Sekai O保住第二的位置。
5月3日出戰東京優駿（日本打吡），由於強敵衆多其只獲得第八的人氣。比賽開始後，依然由領放馬美浦波旁打開序幕，詩歌劇則留於中團靠後位置。比賽途中，詩歌劇曾一度後退至隊列最後，但於第四彎道開始爬升重回中團位置。進入直路後，其奮力加速，但可惜所處位置過於後方，未能追上一早以進佔前方的美浦波旁和米浴，衝刺速度亦比不上同爲後上馬的Mayano Petrus，最終獲得第四。
打吡過後，其進入放草狀態，以消除春季高頻賽事對身體的影響。
放草過後出戰公開賽仙后座錦標作爲熱身及調整，獲得第二。
11月8日出戰菊花賞，由於在打吡的良好表現，其獲得第三人氣。比賽開始後，美浦波旁依然於前方領放，詩歌劇則處於先頭的位置追趕前方馬匹。進入直路後，美浦波旁依然處於前方，但此時米浴突然加速衝刺超越美浦波旁奪冠，以詩歌劇由於本次比賽一早處於先頭位置並早已加速，而頭位僅隨美浦波旁獲得第三。雖然本次比賽其未能奪冠，但由其拋離第四名7馬位的數據分析，已經足以彰顯其強大的實力。

### 5歲（現4歲）
1993年出戰日刊體育賞金盃作爲年度首戰，但未能跑出實力以僅獲第八。
其後於1月30日出戰鑽石錦標。比賽開始後，其於處第三的位置向前進發，並於最後直路加速衝刺。最終於其成功跑出全場最佳末腳下，以3分16.8秒的破紀錄時間贏得了第一個分級賽冠軍。
2月緊接出戰目黑紀念，獲得第一人氣。比賽開始後，其處於先頭位置推進，並以第三的位置進入最後直路。進入直路後，隨着前方兩匹領放馬的失速，其和米浴成爲領先的兩匹馬。最終，詩歌劇成功加速衝刺，以2 1/2馬位優勝戰勝米浴。
其後出戰春季天皇賞，僅次於被稱爲「史上最強長途馬」的目白麥昆及菊花賞冠軍米浴，獲得第三人氣。比賽開始後，詩歌劇處於前方位置，並於賽事中途逐漸爬升至第四。通過第四彎道後，其以第四位置緊隨目白善信、目白麥昆及米浴進入最後直路。但於最後直路上，其加速力不及其他三匹賽駒，最終獲得第四。
5月29日出戰公開賽五月錦標作爲調整，並於不需要騎師指揮下輕鬆獲勝。
賽事完成後並未進入放草，而是出戰7月的高松宮盃並獲得第四，其後才進入放草。
放草完畢後出戰富士錦標再次輕鬆獲勝，但於11月的日本盃以第十五大敗。
12月26日出戰有馬紀念，獲得第十三人氣。比賽開始後，其一直處於最後的位置，等待時機後上。通過第三彎道後，其開始加速並以第十進入最後直路。於最後直路上，其以凌厲的姿態跑出全場最快末腳，但由於賽事初段留得太後以只獲第四。

### 6歲（現5歲）
1994年年初首戰爲二級賽美國賽馬會盃。比賽開始後，其停留於中團靠後位置推進，並於進入最後直路後賽加速，最終以一穿十的恐怖後勁後上奪冠，再次獲得分級賽冠軍。
但其後於日經賞獲得第三過後，春季賽事並未有太大起色，於寶塚紀念更以第九大敗。
夏季放草過後出戰秋季首戰每日王冠跑獲第五，而於秋季天皇賞則獲得第四，成績可圈可點。
其後出戰日本盃，由於此前於上年度分別奪得經典三冠賽事的成田大進、勝利獎券及琵琶晨光相繼退役或受傷，詩歌劇被賦予代表日本擊退世界強豪的厚望。然而當馬迷期望其可以跑出優秀戰績時，賽場內的廣播通知詩歌劇因鼻出血而臨時退賽。
日本盃鼻出血過後，其進入短暫休養以備戰年末的有馬紀念。正當其準備乘着休養過後的絕佳狀態出戰有馬紀念時，因於馬房內誤食蜘蛛以患上蕁麻疹，迫於無奈下再次退賽。

### 7歲（現6歲）
1995年初，詩歌劇因爲被檢查出患有烈性炎，需要於整個春季休養調整。由於其接二連三因患上不同疾病或受傷以避戰，因此其開始於馬迷間有「傷病百貨」（病気のデパート）的稱號。
秋季復出出戰高松宮盃，成功擊敗「女傑」菱亞馬遜等一衆強敵奪冠。
其後出戰四場比賽，均未能獲得冠軍，最終於年末退役。

### 詳細賽績
| 日期       | 舉辦國家 | 馬場 | 距離   | 級別 | 賽事名稱       | 負重 | 騎師     | 馬號 | 出馬 | 名次     | 時間     | 頭馬（二馬）        |
| ---------- | -------- | ---- | ------ | ---- | -------------- | ---- | -------- | ---- | ---- | -------- | -------- | ------------------- |
| 15/9/1991  | 日本     | 中京 | 草1700 |      | 3歲新馬        | 53   | 武豐     | 1    | 13   | 1        | 1:43.1   | （Tokio Legend）    |
| 27/10/1991 | 日本     | 東京 | 草1600 | OP   | 銀杏賞         | 53   | 武豐     | 13   | 14   | 4        | 1:39.1   | Sanei Thank You     |
| 17/11/1991 | 日本     | 東京 | 草1800 | OP   | 府中三歲錦標   | 54   | 岡部幸雄 | 6    | 9    | 1        | 1:49.5   | （Tiger Ace）       |
| 8/12/1991  | 日本     | 中山 | 草1600 | GI   | 朝日盃三歲錦標 | 54   | 岡部幸雄 | 2    | 8    | 4        | 1:35.0   | 美浦波旁            |
| 16/2/1992  | 日本     | 東京 | 草1800 | GIII | 共同通訊盃     | 55   | 岡部幸雄 | 7    | 11   | 4        | 1:49.3   | Air Jordan          |
| 29/3/1992  | 日本     | 中山 | 草1800 | GII  | 春季錦標       | 56   | 岡部幸雄 | 7    | 14   | 5        | 1:51.8   | 美浦波旁            |
| 19/4/1992  | 日本     | 中山 | 草2000 | GI   | 皋月賞         | 57   | 岡部幸雄 | 15   | 17   | 7        | 2:02.4   | 美浦波旁            |
| 10/5/1992  | 日本     | 東京 | 草2000 | GII  | NHK盃          | 56   | 岡部幸雄 | 14   | 16   | 2        | 2:03.0   | Narita Taisei       |
| 31/5/1992  | 日本     | 東京 | 草2400 | GI   | 東京優駿       | 57   | 岡部幸雄 | 7    | 18   | 4        | 2:29.2   | 美浦波旁            |
| 24/10/1992 | 日本     | 京都 | 草1800 | OP   | 仙后座錦標     | 54   | 岡部幸雄 | 5    | 12   | 2        | 1:46.5   | Victory Hauler      |
| 8/11/1992  | 日本     | 京都 | 草3000 | GI   | 菊花賞         | 57   | 岡部幸雄 | 10   | 18   | 3        | 3:05.2   | 米浴                |
| 5/1/1993   | 日本     | 中山 | 草2000 | GIII | 日刊體育賞金盃 | 57   | 柴田政人 | 13   | 13   | 8        | 2:01.3   | 石庭龍王            |
| 30/1/1993  | 日本     | 東京 | 草3200 | GIII | 鑽石錦標       | 57   | 岡部幸雄 | 6    | 14   | 1        | 3:16.8   | （Asuka Crown）     |
| 21/2/1993  | 日本     | 東京 | 草2500 | GII  | 目黑紀念       | 58   | 岡部幸雄 | 3    | 12   | 1        | 2:32.4   | （米浴）            |
| 25/4/1993  | 日本     | 京都 | 草3200 | GI   | 春季天皇賞     | 58   | 岡部幸雄 | 5    | 15   | 4        | 3:18.6   | 米浴                |
| 29/5/1993  | 日本     | 東京 | 草2400 | OP   | 五月錦標       | 58   | 岡部幸雄 | 3    | 8    | 1        | 2:26.7   | （榮進田州）        |
| 11/7/1993  | 日本     | 京都 | 草2000 | GII  | 高松宮盃       | 58   | 岡部幸雄 | 8    | 14   | 4        | 1:59.8   | Longchamp Boy       |
| 14/11/1993 | 日本     | 東京 | 草1800 | OP   | 富士錦標       | 57   | 田中勝春 | 9    | 12   | 1        | 1:48.2   | （Stabilizer）      |
| 28/11/1993 | 日本     | 東京 | 草2400 | GI   | 日本盃         | 57   | 岡部幸雄 | 13   | 16   | 15       | 2:26.1   | 昔日世界            |
| 26/12/1993 | 日本     | 中山 | 草2500 | GI   | 有馬紀念       | 57   | 柴田善臣 | 8    | 14   | 4        | 2:31.6   | 東海帝王            |
| 23/1/1994  | 日本     | 中山 | 草2200 | GII  | 美國賽馬會盃   | 58   | 柴田善臣 | 9    | 14   | 1        | 2:14.1   | （富士山）          |
| 20/3/1994  | 日本     | 中山 | 草2500 | GII  | 日經賞         | 58   | 柴田善臣 | 4    | 9    | 3        | 2:32.9   | Stage Champ         |
| 24/4/1994  | 日本     | 阪神 | 草3200 | GI   | 春季天皇賞     | 58   | 柴田善臣 | 7    | 11   | 5        | 3:23.3   | 琵琶晨光            |
| 14/5/1994  | 日本     | 阪神 | 草2000 | GIII | 京阪盃         | 58   | 武豐     | 2    | 14   | 5        | 1:59.8   | Nehai Caesar        |
| 12/6/1994  | 日本     | 阪神 | 草2200 | GI   | 寶塚紀念       | 57   | 柴田善臣 | 10   | 14   | 9        | 2:12.8   | 琵琶晨光            |
| 9/10/1994  | 日本     | 東京 | 草1800 | GII  | 每日王冠       | 58   | 柴田善臣 | 5    | 11   | 5        | 1:45.0   | Nehai Caesar        |
| 30/10/1994 | 日本     | 東京 | 草2000 | GI   | 秋季天皇賞     | 58   | 柴田善臣 | 7    | 13   | 4        | 1:59.0   | Nehai Caesar        |
| 27/11/1994 | 日本     | 東京 | 草2400 | GI   | 日本盃         | 57   | 柴田善臣 | 8    | 14   | 閘前退賽 | 閘前退賽 | 美麗皇冠            |
| 26/11/1994 | 日本     | 中山 | 草2500 | GI   | 有馬紀念       | 56   | 柴田善臣 | 3    | 13   | 退賽     | 退賽     | 成田拜仁            |
| 9/7/1995   | 日本     | 中京 | 草2000 | GII  | 高松宮盃       | 58   | 柴田善臣 | 2    | 12   | 1        | 2:02.6   | （Dancing Surpass） |
| 20/8/1995  | 日本     | 函館 | 草2000 | GIII | 函館紀念       | 58   | 柴田善臣 | 7    | 16   | 8        | 2:03.4   | Inter My Way        |
| 29/10/1995 | 日本     | 東京 | 草2000 | GI   | 秋季天皇賞     | 58   | 柴田善臣 | 14   | 17   | 6        | 1:59.3   | Sakura Chitose O    |
| 26/11/1995 | 日本     | 東京 | 草2400 | GI   | 日本盃         | 57   | 柴田善臣 | 1    | 14   | 12       | 2:26.1   | 大地                |
| 9/12/1995  | 日本     | 中山 | 草3600 | GIII | 長途馬錦標     | 58.5 | 柴田善臣 | 3    | 9    | 7        | 3:49.9   | Stage Champ         |

## 退役後
退役後，詩歌劇成爲了配種馬，於北海道門別町（今日高町）育馬者Stallion Station休養，於1996年進行配種。首批子嗣於1997年出生。首批子嗣可於1999年出賽。
2006年配種馬退役後被轉移至北海道日高町待兼牧場，並於此地以功勞馬身份進行養老生活。
2010年再被轉移至山梨縣北杜市小須田牧場（今Horse Bridge）繼續養老。
2013年12月7日，因腸道不安迸發絞腸痧逝世，享年24歲。

## 血統簡介
父系北方風味爲加拿大賽駒，於當地有不俗的戰績，退役後被社台集團引進日本作爲配種馬使用，於週日寧靜引入前一度爲日本最成功的種馬，於與當時象徵牧場的巴索隆齊名。祖父北地舞人亦爲加拿大賽駒，爲美國三冠賽雙冠軍馬，退役後亦爲著名種馬，被譽爲當時改變世界的種馬之一。
母系Crippsii爲日本賽駒，生涯僅得兩勝。外祖父Arrow Express爲日本賽駒，曾勝出八大競走時期的菊花賞。

### 血統表
| 父線：北方風味系（北地舞人系）                        |                              |                 |                |
| 種馬 北方風味 1971年（栗色）                          | 北地舞人 1961年（棗色）      | 新北區          | Nearco         |
| 種馬 北方風味 1971年（栗色）                          | 北地舞人 1961年（棗色）      | 新北區          | Lady Angela    |
| 種馬 北方風味 1971年（栗色）                          | 北地舞人 1961年（棗色）      | Naltama         | 天才舞者       |
| 種馬 北方風味 1971年（栗色）                          | 北地舞人 1961年（棗色）      | Naltama         | Almahmoud      |
| 種馬 北方風味 1971年（栗色）                          | Lady Victoria 1962年（棗色） | Victoria Park   | Chop Chop      |
| 種馬 北方風味 1971年（栗色）                          | Lady Victoria 1962年（棗色） | Victoria Park   | Victoriana     |
| 種馬 北方風味 1971年（栗色）                          | Lady Victoria 1962年（棗色） | Lady Angela     | Hyperion       |
| 種馬 北方風味 1971年（栗色）                          | Lady Victoria 1962年（棗色） | Lady Angela     | Sister Sarah   |
| 繁殖雌馬 Crippsii 1975年（栗色）                      | Arrow Express 1967年（棗色） | Spanish Express | Sovereign Path |
| 繁殖雌馬 Crippsii 1975年（栗色）                      | Arrow Express 1967年（棗色） | Spanish Express | Sage Femme     |
| 繁殖雌馬 Crippsii 1975年（栗色）                      | Arrow Express 1967年（棗色） | Soda Stream     | Airborne       |
| 繁殖雌馬 Crippsii 1975年（栗色）                      | Arrow Express 1967年（棗色） | Soda Stream     | Pangani        |
| 繁殖雌馬 Crippsii 1975年（栗色）                      | Montaroch 1963年（栗色）     | Montaval        | Norseman       |
| 繁殖雌馬 Crippsii 1975年（栗色）                      | Montaroch 1963年（栗色）     | Montaval        | Ballynash      |
| 繁殖雌馬 Crippsii 1975年（栗色）                      | Montaroch 1963年（栗色）     | Star Roch       | Harroway       |
| 繁殖雌馬 Crippsii 1975年（栗色）                      | Montaroch 1963年（栗色）     | Star Roch       | Corona         |
| 雌系：號族：11-c                                      |                              |                 |                |
| 五代內近親交配：Lady Angela 4×3、Pharos + Fairway 5×5 |                              |                 |                |

## 命名由來
名字Matikanetannhauser（マチカネタンホイザ）由兩部分組成，前半部分的Matikane（マチカネ）是馬主細川益男的冠名，來自其母校大阪府豐中市大阪大学豐中校區附近的待兼山，後半部分Tannhauser（タンホイザ）就是德語，來自德國劇作家華格納所作之歌劇《唐懷瑟》。而此名字为了符合轉寫至拉丁字母時上限18個英文之規則，因此轉寫假名「チ」的時候，採用ti代替chi，另外，亦省略了兩部分之間的空格。香港方面，鑑於馬名字數限制，忽略冠名部分，而直接將後半部分意譯为「詩歌劇」。

## 外部連結
- 詩歌劇 netkeiba.com （页面存档备份，存于）
- 血統表 （页面存档备份，存于）